# Helena Blach Lavrsen
Helena Blach Lavrsen, z domu Blach (ur. 7 czerwca 1963 we Frederiksbergu)– duńska curlerka, srebrna medalistka Zimowych Igrzysk Olimpijskich 1998, wielokrotna medalistka mistrzostw świata i Europy. Reprezentowała kraj na 16 MŚ, 14 ME, 2 ME juniorek oraz 3 igrzyskach olimpijskich. Jest zawodniczką Hvidovre Curling Club. W 1994 przyznano jej Frances Brodie Award.
Początkowo Helena od 6 roku życia uprawiała łyżwiarstwo figurowe, z powodu wagi zrezygnowała w wieku 16 lat. Zdecydowała się grać w curling tak jak jej ojciec.
W 2003 wzięła udział w duńskiej edycji Big Brother VIP.

## Igrzyska Olimpijskie
Blach wystąpiła łącznie na 3 igrzyskach olimpijskich, przy czym podczas dwóch pierwszych curling był dyscypliną pokazową. W 1988 Dunki z Blach jako kapitan z bilansem 3-4 zajęły 6. miejsce. 4 lata później w 1992 Dania w Round Robin wygrała 2 z 3 meczów i zakwalifikowała się do półfinałów, po przegranym spotkaniu z Niemkami (5:6) Dunki wystąpiły w małym finale spotykając Kanadyjki, mecz wynikiem 9:3 wygrały Kanadyjki.
W 1998 curling kobiet po raz pierwszy był oficjalną dyscypliną olimpijską. Po fazie grupowej Dunki z bilansem 5-2 zajęły 3. miejsce. W półfinale Dania pokonała Szwecję (Elisabet Gustafson) 7:5 i zdobyła srebrny medal po porażce w finale z Kanadyjkami (Sandra Schmirler) 7:5.

## Mistrzostwa świata
Helena Blach Lavrsen zadebiutowała na arenie międzynarodowej w I Mistrzostwach Świata, w 1979 jako otwierająca u Iben Larsen. Rok później Helena grała jako czwarta w zespole Marianne Jørgensen, Dania zajęła wówczas ostatnie 10. miejsce pokonując tylko Francję 6:5. W kolejnym występie w 1981 reprezentacja uplasowała się na 5. pozycji. Pierwszy medal mistrzostw świata, złoty Blach zdobyła w 1982, po wyjściu z 1 miejsca rundy grupowej Dania spotkała się w półfinale z Norwegią 4:3 (Trine Trulsen) i ostatecznie w finale pokonała Szwedki (Elisabeth Högström) 8:7.
Blach do MŚ powróciła w 1985 jako kapitan drużyny, jednak zawody zakończyła na 6. miejscu. Rok później spadła na 8. miejsce. W 1987 grała jako kapitan na 3. pozycji w zespole, reprezentacja uplasowała się na 7. miejscu. Na następnych mistrzostwach standardowo wystąpiła na 4. pozycji, zajmując 5. miejsce w klasyfikacji końcowej. Po roku przerwy Dunki na koniec Round Robin zajmowały 3. miejsce dające kwalifikację do półfinału, który przegrały ze Szkocją (Carolyn Hutchinson) 3:8. Według obowiązujących wówczas zasad Dania wraz z Kanadą zdobyła brązowy medal. Następne występy Helena Blach kończyła na 6., 7., 8. i 9. miejscu. Powrót formy nastąpił w 1995, kiedy reprezentacja Danii uplasowała się na 5. miejscu. Rok później mistrzostwa Danii wygrała klubowa koleżanka Heleny, Dorthe Holm i Blach Lavrsen wystąpiła na MŚ jako rezerwowa, lecz nie zagrała w żadnym z 9 meczów. Jako kapitan drużyny pojawiła się na mistrzostwach świata już w następnym roku i zdobyła brązowy medal. Ostatni raz Helena Blach Lavrsen na MŚ  wystąpiła w 1998, Dania po fazie grupowej zajęła 3. miejsce i w półfinale pokonała Norwegię (Dordi Nordby) 6:4, w finale jednak uległa Szwecji (Elisabet Gustafson) 3:7.

## Mistrzostwa Europy
Helena Lavrsen zadebiutowała na mistrzostwach kontynentu ze swoją drużyną w 1980 zajmując 5. miejsce. Już podczas drugiego występu w 1981 reprezentacja pod jej przewodnictwem zdobyła brązowy medal po wygranej nad Norweżkami (Trine Trulsen) 8:4. W 1982 mistrzostwa kraju wygrał zespół Jane Bidstrup a Helena powróciła do ME w 1983 zajmując 8. miejsce. Na początku tego samego roku jej drużyna zdobyła tytuł mistrzyń Europy juniorek, w finale Dania pokonała Szkocję (Isobel Torrance Junior) 6:4. Na kolejnych mistrzostwach juniorek Dania zajęła jednak 6. ostatnie miejsce. W 1984 Dunki uplasowały się na 5. pozycji.
Helena Blach w rozgrywkach europejskich miała przerwę i powróciła w 1989, kiedy to doszła do małego finału, gdzie przegrała ze Szwedkami (Anette Norberg) 5:8. Rok później Danię sklasyfikowano na 5. miejscu. W 1991 zespół Blach ponownie zmierzył się w małym finale ze szwedzką drużyną Anette Norberg, tym razem porażka była wyższa – 3:9. W latach 1992 i 1993 Dania zajmowała odpowiednio 7. i 8. miejsca. W 1994 Dania z ostatniego 4. miejsca w grupie awansowała do ćwierćfinałów, gdzie pokonała Szwedki (Anette Norberg) 8:2 (w ME Blach Lavrsen wcześniej tylko raz, w 1980 pokonała Szwecję). W półfinale Dania pokonała Norwegię (Dordi Nordby) 9:2 i w finale Niemcy (Andrea Schöpp) 8:4. W następnych dwóch imprezach Lavrsen była rezerwową w zespole Dorthe Holm i nie zagrała w żadnym z meczów. Jej drużyna powróciła w 1997 docierając do finału gdzie uległa Szwedkom (Elisabet Gustafson) 4:6. Rok później zdobyła brązowy medal pokonując w małym finale Szwajcarki (Nadja Heuer) 10:5, był to jak dotychczas ostatni występ Heleny Blach Lavrsen na arenie międzynarodowej.

## Drużyny
| Rok       | Czwarta              | Trzecia                    | Druga              | Otwierająca         | Rezerwowa       |             |
| --------- | -------------------- | -------------------------- | ------------------ | ------------------- | --------------- | ----------- |
| 1979      | Iben Larsen          | Astrid Birnbaum            | Marianne Jørgensen | Helena Blach        |                 |             |
| 1980      | Helena Blach skip ME | Marianne Jørgensen skip MŚ | Astrid Birnbaum    | Malene Krause       |                 |             |
| 1981      | Helena Blach skip ME | Marianne Jørgensen skip MŚ | Astrid Birnbaum    | Malene Krause       |                 |             |
| 1982      | Helena Blach         | Marianne Jørgensen skip    | Astrid Birnbaum    | Jette Olsen         |                 |             |
| 1983      | Helena Blach         | Jette Olsen                | Malene Krause      | Lone Kristoffersen  |                 |             |
| 1984      | Helena Blach         | Malene Krause              | Annette Schøtt     | Lilian Frøhling     |                 | ME juniorek |
| 1984      | Helena Blach         | Jette Olsen                | Malene Krause      | Lone Kristoffersen  |                 | ME          |
| 1985 1986 | Helena Blach         | Jette Olsen                | Malene Krause      | Lone Kristoffersen  |                 |             |
| 1987      | Jette Olsen          | Helena Blach skip          | Malene Krause      | Lone Kristoffersen  |                 |             |
| 1988      | Helena Blach         | Malene Krause              | Lone Kristoffersen | Lene x. Nielsen     |                 |             |
| 1989      | Helena Blach         | Malene Krause              | Hanne Raun         | Gitte Larsen        |                 |             |
| 1990      | Helena Blach         | Malene Krause              | Lone Kristoffersen | Gitte Larsen        |                 |             |
| 1991      | Helena Blach         | Malene Krause              | Lone Kristoffersen | Gitte Larsen        | Lene Bidstrup   | MŚ          |
| 1991      | Helena Blach         | Lene Bidstrup              | Malene Krause      | Susanne Slotsager   | Dorthe Holm     | ME          |
| 1992      | Helena Blach         | Malene Krause              | Lene Bidstrup      | Susanne Slotsager   | Dorthe Holm     | ZIO         |
| 1992      | Helena Blach         | Angelina Jensen            | Margit Pörtner     | Charlotte Hedegaard | Helene Jensen   | ME          |
| 1993      | Helena Blach         | Angelina Jensen            | Margit Pörtner     | Charlotte Hedegaard | Helene Jensen   |             |
| 1994      | Helena Blach         | Angelina Jensen            | Margit Pörtner     | Helene Jensen       | Dorthe Holm     | MŚ          |
| 1994      | Helena Blach Lavrsen | Dorthe Holm                | Margit Pörtner     | Helene Jensen       | Lisa Richardson | ME          |
| 1995      | Helena Blach Lavrsen | Dorthe Holm                | Helene Jensen      | Margit Pörtner      | Lisa Richardson |             |
| 1997      | Helena Blach Lavrsen | Margit Pörtner             | Dorthe Holm        | Lisa Richardson     | Jane Bidstrup   | MŚ          |
| 1997      | Helena Blach Lavrsen | Dorthe Holm                | Margit Pörtner     | Lisa Richardson     | Lene Bidstrup   | ME          |
| 1998      | Helena Blach Lavrsen | Margit Pörtner             | Dorthe Holm        | Trine Qvist         | Jane Bidstrup   | IO          |
| 1998      | Helena Blach Lavrsen | Margit Pörtner             | Dorthe Holm        | Lisa Richardson     | Trine Qvist     | MŚ          |
| 1998      | Helena Blach Lavrsen | Dorthe Holm                | Trine Qvist        | Lisa Richardson     | Jeanett Syngre  | ME          |